# تشارلز غينسبيرغ
تشارلز غينسبيرغ (بالإنجليزية: Charles Ginsburg)‏ هو مهندس ومخترِع أمريكي، ولد في 27 يوليو 1920 في سان فرانسيسكو في الولايات المتحدة، وتوفي في 9 أبريل 1992 في يوجين في الولايات المتحدة بسبب ذات الرئة.